# Auxa griveaudi
Auxa griveaudi là một loài bọ cánh cứng trong họ Cerambycidae.